# Villa Pignatelli

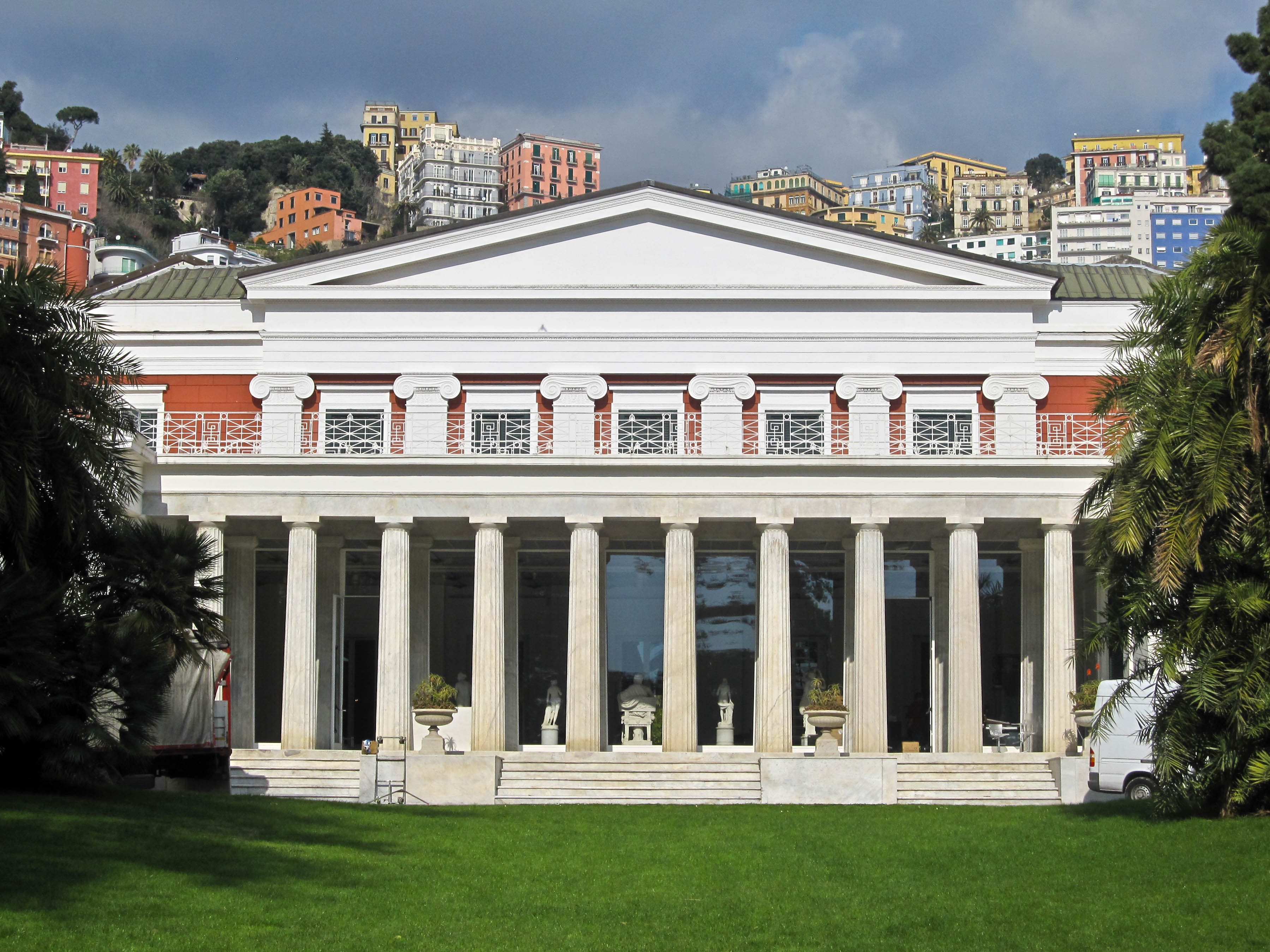
Villa Pignatelli in Neapel: Hauptfassade

Die Villa Pignatelli (auch Villa Acton Pignatelli) ist ein Landhaus aus dem 19. Jahrhundert im Viertel Chiaia von Neapel in der italienischen Region Kampanien. Sie liegt an der Riviera di Chiaia, 200. Ein touristisches Highlight ist der Platz vor der Villa Pignatelli, wo das Denkmal „Der Fischer“ (italienisch Il Pescatore) aufgestellt ist. Es wurde 1920 vom bedeutendsten neapolitanischen Bildhauer Giovanni de Martino aus Bronze geschaffen und stellt einen Fischer dar, der dabei ist, einen Krebs zu fangen.
Das Gebäude mit dem angrenzenden Park ist eines der typischsten Beispiele des Klassizismus in der Stadt. Dort sind das Museo Principe Diego Aragona Pignatelli Cortés und das Museo delle carrozze (dt.: Wagenmuseum) untergebracht.

## Geschichte
Die Villa wurde 1826 von Baronetto Sir Ferdinand Richard Edward Dalberg-Acton, den Sohn von John Acton, dem Premierminister von König Ferdinand I. von Sizilien, in Auftrag gegeben und unter der Leitung des Architekten Pietro Valente erbaut, auf den 1830 Guglielmo Bechi folgte. Um die Villa erbauen zu können, musste zuerst ein Wohnhaus an dieser Stelle abgerissen werden, das der Familie Carafa di Belvedere gehörte.
Die Arbeit von Valente war nicht einfach, da er sein Vorgehen von Zeit zu Zeit an die genauen Wünsche des englischen Eigentümers anpassen musste. Da war es kein Zufall, dass es häufiger zu Streit zwischen den beiden Parteien über die Ausführung der Arbeiten kam, sodass der neapolitanische Architekt ungefähr 22 Projekte vorlegen musste, bis er sich mit Sir Dalberg-Acton einigte. Wegen dieser Meinungsverschiedenheiten wurde mit den Ausschmückungsarbeiten im Inneren und mit der Gartengestaltung außen ein anderer Architekt betraut, nämlich Guglielmo Bechi aus der Toskana.
Wenige Jahre nach dem Tod von Sir Dalberg-Acton 1841 kaufte die Familie des deutschen Bankiers Carl Mayer von Rothschild die Villa; sie wohnte dort bis 1860. Der Adlige aus Frankfurt am Main beauftragte mit den folgenden Verschönerungsarbeiten zuerst einen Architekten aus Paris und dann, als er unzufrieden mit dessen Arbeit war, Gaetano Genovese. Aus dieser Zeit stammt der Bau im äußersten Norden des Parks, ein kleiner Palast mit drei Stockwerken, der Palazzina Rothschild genannt wird.

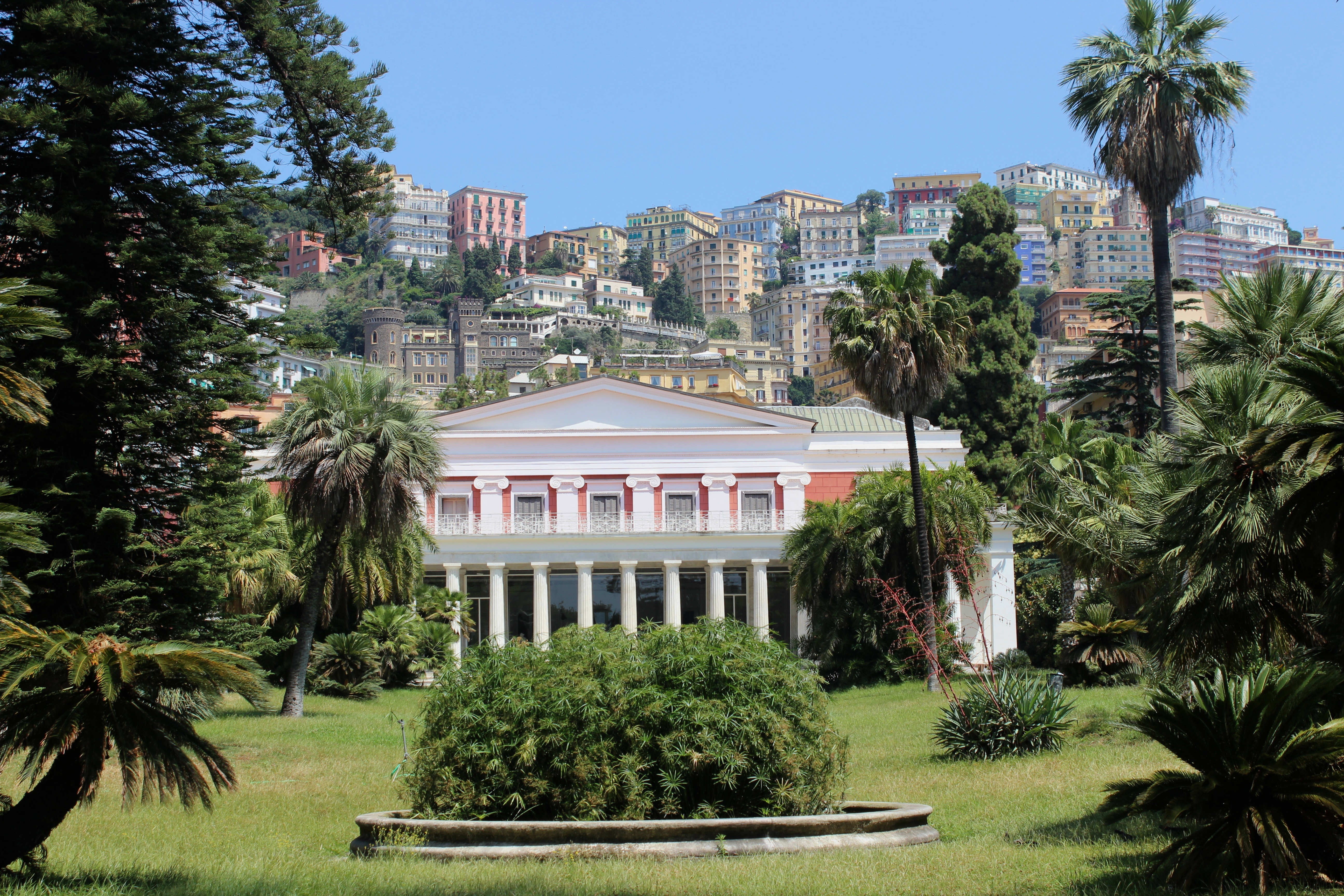
Die Fassade der Villa vom davor liegenden Park aus

1867 ereilte die deutsche Familie dasselbe Schicksal wie die Bourbonen, die in Folge der Einigung Italiens aus der Stadt vertrieben wurden. So fiel die Villa an den Diego Pignatelli Aragona Cortés, Herzog von Monteleone. Die Pignatellis waren Adlige mit sehr raffiniertem Geschmack und auf ihre Art und Weise veränderten sie den Ort in einen Treffpunkt von Intellektuellen und neapolitanischer und europäischer Hocharistokratie. Per öffentlichem Testament vom 10. September 1952 verfügte die Herzogin Rosina, geborene Fici, Herzogin von Amalfi, die Überlassung der Villa an den italienischen Staat, vertreten durch das Kultusministerium, das sich damals auch um den Schutz von Kulturgütern kümmerte. Die Pignatellis waren somit die letzten Eigentümer der Villa, die dort auch wohnten, und zwar von 1897 bis 1955, dem Jahr, in dem die Schenkung des Gebäudes an die Republik Italien abgeschlossen wurde, damit es in ein Wohnhaus-Museum umgewandelt würde, das den Namen des Gatten der Stifterin und Enkel von Diego Aragona Pignatelli, ebenso wie den seines Namensvetters Diego Aragona Pignatelli Cortés, der bereits 1930 verstorben war, unsterblich machte.
Zusammen mit der Villa stiftete die Familie Pignatelli auch alles, was sie im Laufe der Jahre sammeln konnte: Silber, Bronzen, Porzellan, Emailobjekte, Kristalle, eine bedeutende Bibliothek und etwa 4000 Schallplatten mit klassischer und Opernmusik. All diese Stücke sind heute in den Räumen des Landhauses ausgestellt.
1960 wurde die Villa als Museo Principe Diego Aragona Pignatelli Cortés der Öffentlichkeit zugänglich gemacht. Später ermöglichten bedeutende Schenkungen von Kutschen und Geschirren die Gründung des Museo delle carrozze im Jahre 1975, das nach dem Markgrafen Mario d’Alessandro di Civitanova benannt ist. Nach einer langen Zeit der Anpassung an die neuen Museumsanforderungen wurde das Museum 2014 wiedereröffnet, und zwar mit einem neuen Ausstellungsformat, ausgestattet mit vertiefenden Multimediastationen.

## Beschreibung

### Grundriss, Fassaden und Garten

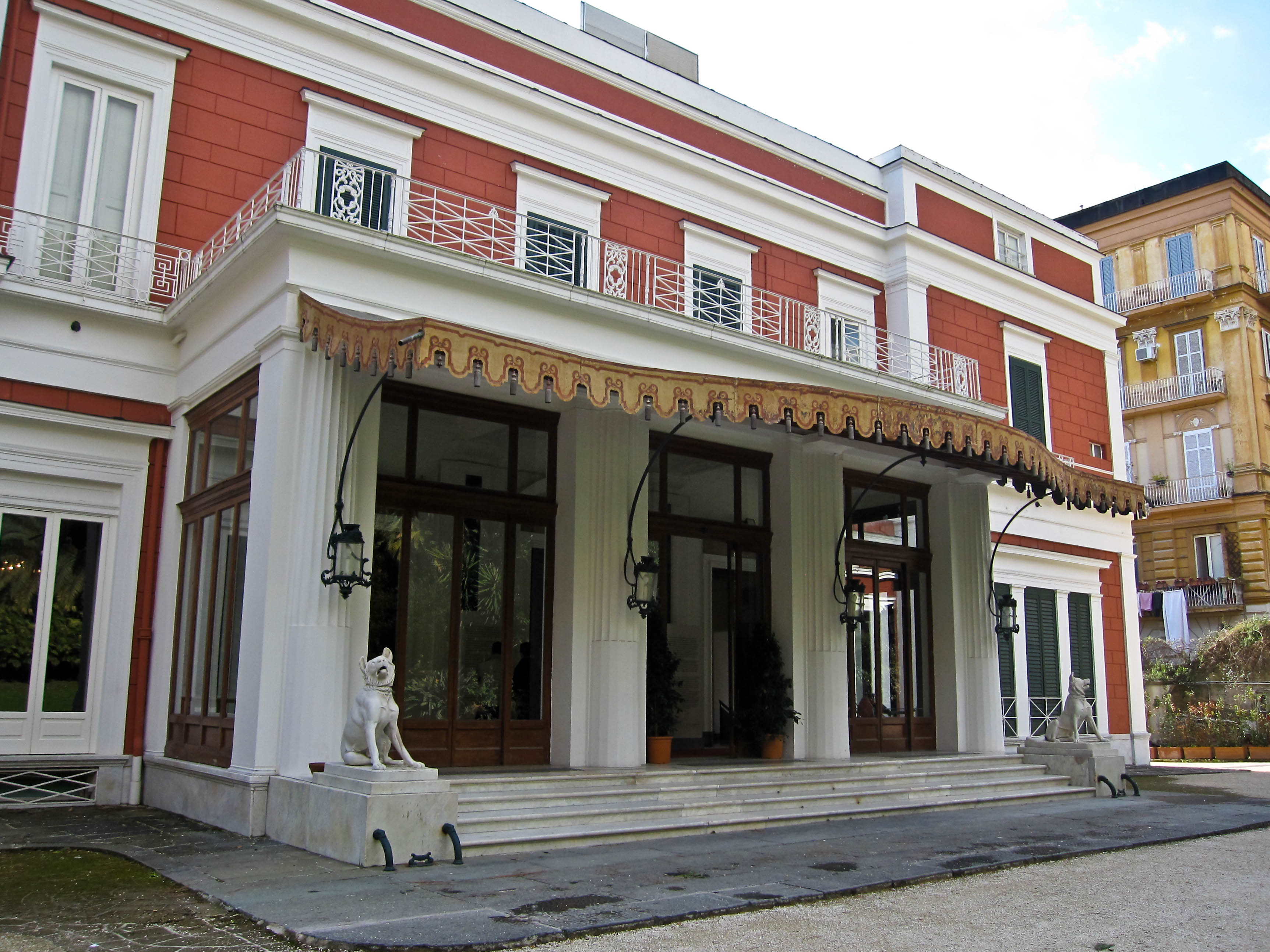
Gartenfassade

Die Residenz, die als pompeianisches Domus gedacht war, zeichnet sich durch einen quadratischen Grundriss, bestehend aus zwei deckungsgleichen Rechtecken, aus. Eines davon bildet mit seinen zwei Stockwerken den eigentlichen Baukörper, das andere, das nur ein Erdgeschoss besitzt, hat an der Südseite eine Eingangsvorhalle mit einer Kolonnade aus neudorischen Säulen und diente als Residenz der Herrschaft. Der Eingang der Villa, der auf der Rückseite, neben dem Atrium, liegt, war von Valente dazu gedacht, direkt mit der Kutsche über zwei seitliche Rampen in das Gebäude zu fahren.
Vor der Rückfront befindet sich im Erdgeschoss der Palazzina Rothschild, in die Stallungen der Villa untergebracht waren, das Museo delle carrozze mit verschiedenen Kutschen mit Zubehör aus dem Ende des 19. Jahrhunderts, meistens gefertigt in Paris, Neapel oder London.
Der Garten, der als englischer Landschaftsgarten ausgelegt ist, abwechslungsreich in der Gestaltung der Alleen und der Pflanzenauswahl, „als Wäldchen“ angelegt, wurde von Guglielmo Bechi projektiert. Die heutige Anordnung trägt der ursprünglichen Auslegung Rechnung. Zu den schönsten und seltensten Arten, die heute im Garten existieren, zählen die Norfolk-Araukarie, die Grevillea Robusta, die Magnolioides-Feige, die Augusta-Streltizie und verschiedene Arten von Sagopalmfarnen, sowie verschiedene Palmenarten. Zahlreich sind auch die Kamelienpflanzen; auf dem hinteren Rasen sticht dagegen eine großblumige Magnolie durch ihren Eindruck hervor.
Schließlich bereichern weitere kleine Gebäude „pittoresker“ Art den Park, die Ende des 19. Jahrhunderts errichtet wurden: Das neugotische Türmchen, das Schweizer Chalet und das Gewächshaus.

### Innenräume
Das Landhaus hat drei Stockwerke. Das Erdgeschoss bewahrt das Aussehen eines Adelssitzes und beherbergt eine reiche Sammlung orientalischen Porzellans des 18. und 19. Jahrhunderts, Gemälde und weitere Ausstellungsstücke, die von der Herzogin Rosina gestiftet wurden und das Museo Principe Diego Aragona Pignatelli Cortés bilden. Das Dachgeschoss und die Keller, die über gut versteckte Treppen für die Bediensteten erreichbar sind, waren für die Dienerschaft, für Schränke und Vorratskammern gedacht, während die Küchen sich im Untergeschoss eines benachbarten Gebäudes befanden, das mit der Villa durch einen kleinen, unterirdischen Gang verbunden ist. Der erste Stock, der vom gerundeten Eingangsvestibül aus erreichbar ist, diente der Herrschaft als Wohnung.
Vom ovalen Vestibül im Erdgeschoss aus, das hinter dem Eingang der Villa von der Rückfassade aus liegt, kann man in der Mitte des Saals ein klassizistisches Dreibein aus Holz, mehrfarbigem Marmor und Pietra dura sehen. Von diesem Raum aus führen Türen an der Vorderseite und an der linken Seite in die anderen Räume des Erdgeschosses, während die Tür auf der rechten Seite die Türen im Obergeschoss über eine Wendeltreppe erschließt. Auf der Ostseite befindet sich also der kleine Waffensaal, in dem Waffen und Jagdutensilien ausgestellt sind, und gleich danach kommt man in den großen Festsaal (der heute für Zusammenkünfte genutzt wird) und von dort in den Orchestersaal; vor dem Eingang, auch im Vestibül, befindet sich dagegen der Salotto Rosso, Mittelpunkt der Villa, von dem aus man in alle anderen Räume gelangen kann. Im Obergeschoss gibt es in den Zimmern einige dekorative Abbildungen, darunter ein Rundbild, namens La primavera (dt.: der Frühling) von Giacinto Daino aus dem Ende des 18. Jahrhunderts.

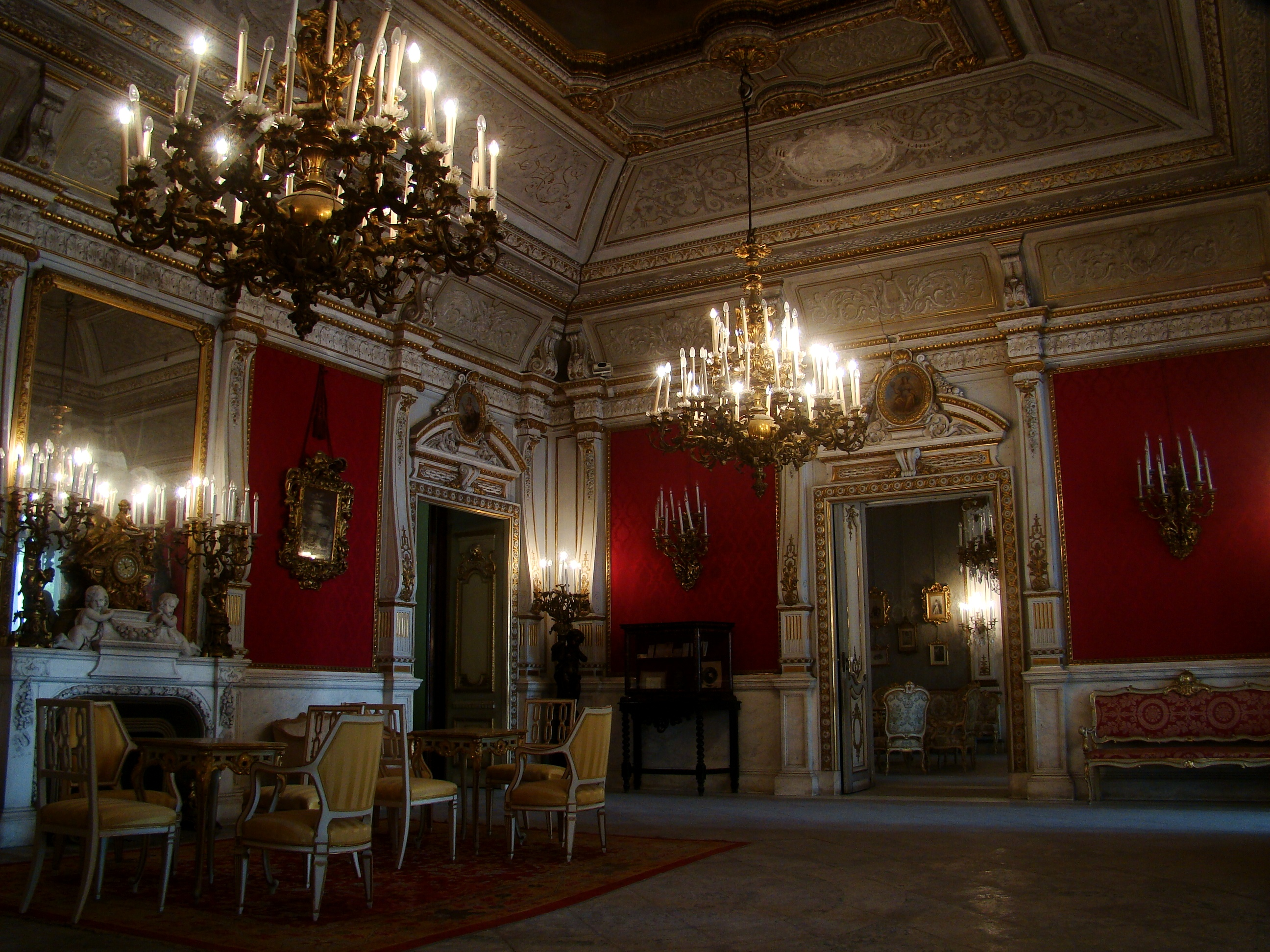
Sala Rossa

Der Salotto Rosso zeigt an der Decke das Gemälde Allegoria dell'architettura von einem unbekannten Künstler, das einige aber Francesco Oliva zuschreiben, der sich besonders im 19. Jahrhundert mit dekorativen Arbeiten in den Palästen der Stadt befasste; auf dem Gemälde kann man einen kleinen Geist erkennen, der ein Blatt hält, auf dem der Grundriss der Villa zu sehen ist. Die architektonischen Veränderungen und die Verzierungen in weißem und goldenem Stuck stammen aus der Zeit der Rothschilds (Mitte des 19. Jahrhunderts) und somit aus der Hand von Gaetano Genovese, der das ursprüngliche Projekt eines Pariser Architekten abänderte, dessen Namen man nicht kennt. Der Boden ist mit bemaltem Terrakotta belegt, während die Einrichtung und das Mobiliar neapolitanischer und französischer Machart sind, wie sie typisch für das 19. Jahrhundert war.

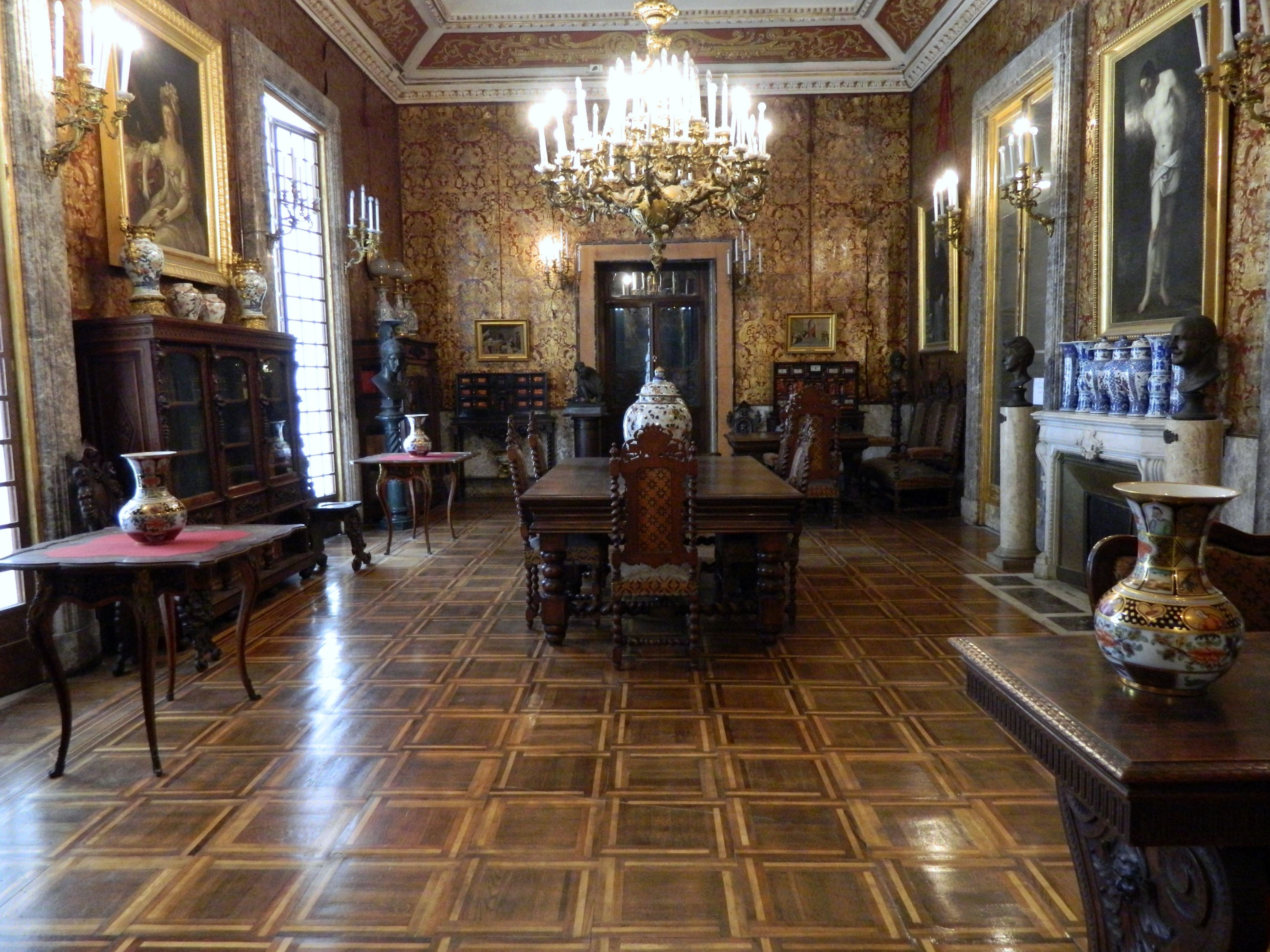
Bibliothek

Aus dem Salotto Rosso (dt.: Roter Saal) gelangt auf der Westseite in den Salotto Verde (dt.: Grüner Saal), wo der Schreibtisch aus Holz mit Intarsien und Bronze mit Porzellaneinsätzen und floralen Motiven dominiert. Wertvoll sind auch der Bodenbelag, ebenfalls aus bemalter Terrakotta, der sich vom vorhergehenden Raum fortsetzt, sowie die Sammlung von Porzellan aus den größeren Fabriken der Zeit, darunter solches aus Capodimonte, Wien und anderen europäischen Orten. Von diesem Raum aus gelangt man nach Norden in den Speisesaal, in dem eine bedeutende Zahl von Porzellanvasen, geschmückt mit Tier-, Blumen- oder historischen Motiven und besonders ein wertvolles Service mit Tellern aus der ersten Hälfte des 19. Jahrhunderts aus Limoges mit Silberbesteck und Gläsern ausgestellt sind, auf denen das Adelswappen der Pignatellis eingraviert ist. Südlich davon befindet sich die Bibliothek, die durch eine wertvolle Tapete an den Wänden, Möbel mit Intarsien im Stil der Neurenaissance und einem mit Leder bezogenen Sessel mit Familienwappen gekennzeichnet ist. In dem Raum, der von den Actons als Billardsaal genutzt wurde, sind darüber hinaus verschiedene Bildwerke ausgestellt, darunter ein Porträt von Maria Carolina eines unbekannten Künstlers aus dem 18. Jahrhundert, die Tafeln mit den Geschichten der Jungfrau von Giovan Filippo Criscuolo in etwa aus dem Jahr 1530, auf denen die Geburt der Jungfrau, die Präsentation im Tempel und die Hochzeit der Jungfrau dargestellt sind, sowie die Bronzeskulptur des Narziss von Vincenzo Gemito, gezeichnet und datiert 1886 und direkt ‚‚Diego Pignatelli‘‘ gewidmet. Die reiche Bibliothek zählt 2000 Texte und mehr als 4000 lyrische und klassische Schallplatten; unter den erhaltenen Büchern befand sich auch die komplette Serie des Real Museo Borbonico, in der alle vesuvianischen Fundstücke katalogisiert und mit Drucken illustriert sind, die später im Archäologischen Nationalmuseum Neapel ausgestellt wurden.

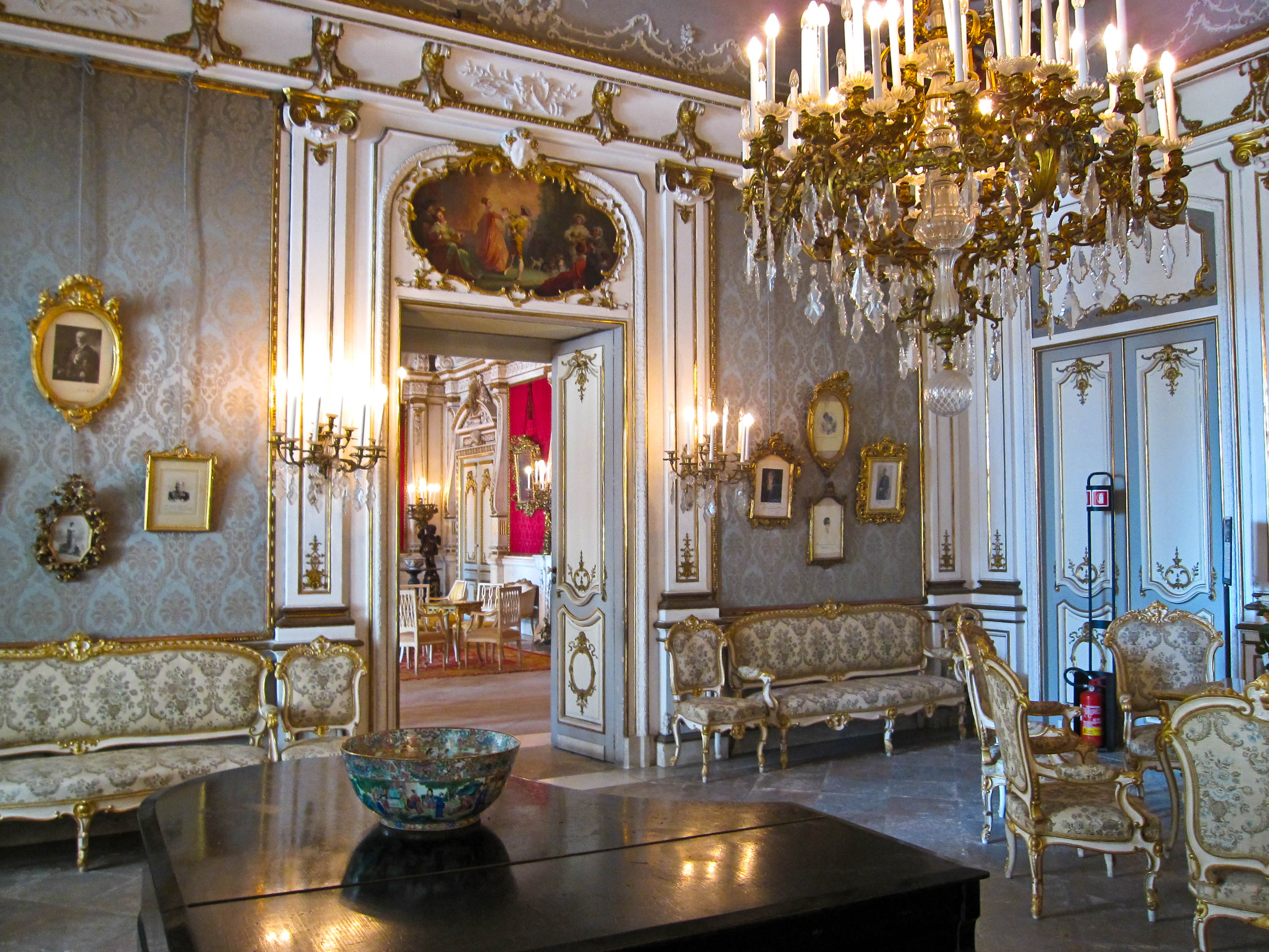
Sala Azzurra

Die andere Hälfte der Villa besteht aus dem Salotto Azzurro (dt.: Blauer Saal), der früher von der Herzogin Rosina als Empfangssaal für Gäste genutzt wurde und der noch in seinem ursprünglichen Aussehen aus dem 19. Jahrhundert mit an der Gewölbedecke gemalten Verzierungen erhalten ist; in dem Saal werden auch historische Zeugnisse in Zusammenhang mit der Familie Pignatelli gezeigt, z. B. Fotografien mit illustren Gästen in der Villa, wie Angehörigen des Hauses Savoyen oder anderer europäischer Adelsfamilien. Anschließend an den Salotto Azzurro befindet sich der Festsaal, dessen Verzierungen aus Stuck, Gemälde und Einrichtungsgegenstände noch original aus der Zeit zwischen 1870 und 1880 vom römischen Maler Vincenzo Paliotti stammen. Der Saal, in dem man auch eine Bronzebüste sehen kann, die Manuel Tolsà 1794 schuf und die den Eroberer Fernando Cortés, einen Ahnen der Pignatellis, zeigt, geht durch eine Öffnung mit drei offenen Eingängen in den folgenden Orchestersaal über, an dessen Rand es noch ein kleines, freies Zimmer gibt, das von den illustren Gästen genutzt wurde, die während den Bällen ihr Äußeres in Ordnung bringen mussten. Der halbrunde Raum heißt Salottino pompeiano wegen der Dekorationen an den Wänden, die von dem Florentiner Guglielmo Bechi mit Stuck im pompeianischen Stil ausgeführt wurden. Die Fresken aus demselben Zeitraum mit weiblichen Figuren, Ansichten und Amoretten werden dagegen Nicola la Volpe und Gennaro Maldarelli zugeschrieben.
Auf der Vorderseite der Villa befindet sich schließlich die wertvolle, klassizistische Veranda, die für Ausstellungen und Konzerte eingerichtet ist; sie ist durch eine doppelte Reihe neudorischer Säulen an der Fassade und durch Skulpturen aus dem 19. Jahrhundert gekennzeichnet, die den Innenraum zieren. Die ursprünglich als offener Raum zum Garten hin gedachte Veranda wurde Ende des 19. Jahrhunderts mit Fenstern und Türen zwischen den äußeren Säulen geschlossen. In ihrem Inneren sind die beiden Marmorbüsten von Papst Innozenz XII. Pignatelli und von Papst Clemens XI. Albani aus der zweiten Hälfte des 18. Jahrhunderts erhalten, beide von Domenico Guidi, sowie die Marmorskulptur von Diego Pignatelli, Duca di Monteleone, ein Werk von Leonardo Pennino, der den Herzog in klassischen Kleidern und in klassischer Pose, wie einen altrömischen Kaiser darstellt, die Statue der Tänzerin von Carlo Chelli und schließlich drei Skulpturen aus dem 19. Jahrhundert, die Venus mit Knauf, Venus steigt aus dem Bad und Venus mit Delfin und geflügelten Putten darstellen, erhalten.

## Museen
Im Inneren des Komplexes der Villa Pignatelli haben zwei Museen ihren Sitz: Eines, das von Rosina Pignatelli 1952 geschaffen wurde, des Museo Diego Aragona Pignatelli Cortés in den Räumen des Erdgeschosses der Villa, in dem Objekte aus dem Besitz der Familie (Silber, Bronzen, Utensilien, Möbel, Gemälde usw.) ausgestellt sind, und das Museo delle carozze das 1975 mit dem Ankauf von Stücken aus privaten Sammlungen eröffnet wurde und seinen Sitz in den alten Stallungen der Villa hat, im Erdgeschoss der Palazzina Rothschild in der Nordwestecke des Parks.